# Dendê-do-pará
O Dendê-do-pará (Elaeis guinensis Jacq), ou também conhecido como dendezeiro, é uma espécie vegetal do tipo palmeira, nativa da África e presente em diversas regiões tropicais, como na Amazônia Oriental .
O dendezeiro é considerado a oleaginosa mais produtiva do país, com rendimento médio de 20 a 22 toneladas de cacho de fruto fresco (CFF) por hectare por ano, com produtividade entre 4 a 5 toneladas de óleo por hectare. A exploração deste recurso natural é considerada um exemplo para organizações do setor, com impacto na economia nacional e global .

## História
Inicialmente, a cultura de dendezeiro foi introduzida no continente americano a partir do século XV, proporcionando o desenvolvimento da produção do óleo, conhecido no Brasil como azeite de dendê, e no mundo, como palm oil. A palmeira é originária da costa ocidental africana e cultivada em outros continentes. Há usos nas indústrias de alimentos, cosméticos, higiene e limpeza, além de agroenergia e biocombustíveis .
O dendezeiro, introduzido no Brasil supostamente pelos escravos e disseminado por aves como os urubus, foi inserido na Amazônia Brasileira em 1942, através de sementes coletadas provenientes da Bahia, por trabalhos de técnicos da Secção de Fomento Agrícola do Estado do Pará (Ministério da Agricultura) que iniciaram seus estudos sobre a cultura vegetal. O interesse na pesquisa e desenvolvimento de indivíduos adultos, fez com que fossem plantadas mudas no Campo Agrícola Lira Castro e, posteriormente, em 1949, introduzidas sementes de dendezeiro da Bahia, pelo antigo Instituto Agronômico do Norte (IAN) . Em 1951 também, o IAN consegui aumentar o seu acervo, recebendo sementes de outras fontes, como da Estação Experimental de Yangambi, no Congo Belga. Com essas sementes, foram iniciados os estudos de adaptabilidade às condições regionais amazônicas .
Em 1952, o pesquisador George O’Neill Adison, do IAN, desenvolveu novas variantes da planta. Ele instalou os primeiros campos de multiplicação de híbridos entre o dendezeiro (Elaeis guineensis), espécie africana, e o caiaué (Elaeis oleifera), espécie nativa da Amazônia, iniciando um programa que alavancou as pesquisas nacionais .

## Importância econômica

### Óleo de palma
O Pará é o maior produtor nacional de óleo de palma e levou desenvolvimento para as regiões Caeté, Capim, Guajará, Guamá, e principalmente na Tocantina. Não apenas como uma espécie de grande cultivo para suprir a cadeia nacional, o dendê-do-pará é considerado uma commodity. Conhecida como óleo de palma (Palma Oil), tem alto valor de mercado, sendo o Brasil o 9º maior produtor de óleo de palma do mundo, responsável por 395,000 ton /ano .
Para que as necessidades de mercado sejam supridas, a organização da produção é constituída principalmente por grandes empresas, como pela Agropalma, Marborges e Yossam, que possuem sua própria plantação e indústria de processamento de cachos de frutos frescos . Além de grandes empresas, cooperativas como a Codenpa possuem forte atuação no mercado, com a construção e funcionamento de usinas de processamento de cachos produzidos por seus associados. Já os associados possuem plantações de diversos tamanhos e como Palmasa e Dentauá, podem chegar a ter usinas de processamento e espaços de plantação própria . Produtores associados e independentes também fazem parte da cadeia, entregando cachos da espécie e possuindo plantações de diversos tamanhos. Não só grandes produtores, mas pequenos produtores, cada um com 50 famílias e cada família com 10 ha a 12 ha de dendezal, por exemplo, também auxiliam no processo de colheita e produção .

### Biodiesel
Além do óleo utilizado para a culinária, as associações o utilizam para verticalizar a cadeia e produzir biodiesel. Por essa atividade, o óleo é muito valorizado no agronegócio .

### Farinha
O dendê também pode originar outros produtos, como a farinha, comercializada em menor escala, com utilização voltada à subsistência de populações brasileiras .

## Importância socioambiental
O cultivo do dendê-do-pará tem impacto na agricultura familiar. Como em muitos assentamentos de sistemas agroflorestais, por exemplo, a espécie é plantada em consórcio ou em associação com outras plantas nativas, de forma a aumentar a produtividade local sem agredir o meio ambiente ao não utilizar insumos químicos. .
O Estado do Pará representa um grande aliado na produção do dendê com a preservação de seus povos locais: tem a preocupação através de uma normativa que direciona o plantio do dendê apenas em áreas já abertas e consolidadas, sendo proibida a derrubada de qualquer vegetação. Com isso, permite que a espécie seja plantada pela agricultura familiar e em grande escala, mas respeitando os limites da natureza . 
Além da inserção da agricultura familiar, a cultura de dendê-do-pará impacta na geração de emprego e renda, tanto nas indústrias como no campo .

## Desafios
O cultivo do dendê-do-pará inclui conflitos, como grilagem em terras agricultáveis, cartório-fantasma e avanço de plantações sobre territórios de comunidades indígenas e quilombolas, principalmente nos municípios de Acará, Tailândia e Tomé-Açu . 
Além de questões sociais e políticas, o plantio representa desafios ambientais. Já houve supostas contaminações de água, resultando na morte de animais e em doenças nas pessoas, além de desvios de água em excesso para plantações, provocando secas em igarapés e nascentes de rios, conforme relatado por populações ribeirinhas locais .